# Thomas Seddon

Thomas Seddon, Fotografie von Don Kurtz (um 1850)

Thomas Brandon Seddon (* 28. August 1821 in London; † 23. November 1856 in Kairo) war ein britischer Landschaftsmaler im Stil der Präraffaeliten.

## Leben
Thomas Seddon war der Sohn eines Möbeltischlers, in dessen Lehre er ging. Im Jahre 1842 reiste er nach Frankreich, um in Paris orientalische Kunst zu studieren. Bei seiner Rückkehr nach England entwarf er für seine Mutter ein Salon im orientalischen Stil. Ende der 1840er Jahre ging er auf Studienreise nach Wales und in die Bretagne, diese Werke stellte er drei Jahre später in der Royal Academy of Arts in London aus. Im Jahr 1853 bereiste er Ägypten, wo er in Kairo William Holman Hunt traf. Gemeinsam reisten sie durch Ägypten und Palästina. Nach einem zweijährigen Aufenthalt in London reiste Seddon im Oktober 1856 wieder nach Ägypten, wo er am 23. November 1856 in Kairo nach kurzer Krankheit starb.